# 松本玲二
松本 玲二（まつもと りょうじ、1966年5月30日 - ）は日本のバンド、TUBEのドラマー、レーシングドライバー。神奈川県座間市出身。

## 人物

### バンド活動
幼稚園のころからアコースティックギターを弾いて、両親の影響でクラシック音楽を聴きはじめる。小学生のころには、両親や兄の影響でKISSなどの洋楽に興味を持ち始め、のちにバンドを組むことになるがドラムを担当する人がいなかったために仕方なくドラムを始める。なお、ドラムは完全なる独学。独学ゆえに、多ジャンルの演奏を素直に吸収できる器用さを持つ。
神奈川県立厚木北高等学校時代は軽音楽部に所属していた。この軽音楽部の一学年先輩にはTUBEのメンバー角野秀行が在籍していた。角野の同級生である前田亘輝とは、そのとき松本が大人と組んでいたブルースバンドの曲を披露していた飲み屋で、前田が弾き語りをしていた際に出会った。前田と知り合った後、1984年にビーイング主催で開催されたシルクロード音楽祭でベストギタリストを受賞した春畑道哉と出会った。
1984年に松本と前述の三人とでアマチュアバンド「パイプライン」を結成。松本はドラムの担当となる。そして1985年6月1日に「The TUBE」としてデビュー。
1998年リリースのTUBEの18thアルバム「HEAT WAVER」に収録されている「人類のために乾杯」では、スターリョージとしてヴォーカルを務めている。また、このアルバムを引っ提げて行われた野外ライブツアー「明治生命夢age XXI　TUBE LIVE AROUND SPECIAL ’98　HEAT WAVER」でこの曲を披露した際には、ロックスター・リョージが初来日し、大量のリョージファンが流れ込むといった映像が曲前に紹介された。また、その模様は1998年11月21日に発売されたライブビデオ『TUBE LIVE AROUND SPECIAL '98 HEAT WAVER』で観ることができる。この曲は彼にとってもかなり気に入っているらしく、2010年に開かれた「TUBE LIVE AROUND SPECIAL 2010 Surprise!」で、結成25年を祝してメンバーへの手紙を書くという企画があり、その際にもこの曲の歌詞のフレーズを用いた。
2014年のライブツアー「LIVE AROUND 2014 Z・O・S・T」では、自らが使う「しーおい（「おいしい」の逆さ言葉）」と言うフレーズに由来する「しーおいバンド」を自ら率いて再び「人類のために乾杯」を披露。自らはボーカルを務めたほか、前田、角野がギター、春畑はサポートメンバーの勝田一樹と共にパーカッションを務めるなど、2年ぶりのツアーを楽しむ様をアピールした。
翌2015年、TUBEの結成30周年を記念し、春夏秋冬と季節ごとに1枚ずつシングルがリリースされ、3年ぶりとなるオリジナルアルバムもリリースされた。そのうち、春から秋までの3作品では、2014年のツアーとスタジアムライブの模様が、またオリジナルアルバムでは過去のスタジアムライブで用いられた特殊効果のダイジェストの模様が初回盤特典として収録。松本は「しーおいりょーじ」としてVJ（ビデオジョッキー）を務めた。また、秋のシングル「TONIGHT」のカップリングとなった「Endless Way」では、ボーカルの他に自身初となる作詞・作曲を担当した。同年のライブツアー「LIVE AROUND 2015 Your TUBE + My TUBE」では前年のツアーに引き続き「しーおいバンド」が登場し、新曲である「Endless Way」を披露した。また、同年の野外ライブ「LIVE AROUND SPECIAL 2015 感謝熱烈〜こまめに水分補給〜」でも同曲を披露した。
1999年にはフジテレビ系「LOVE LOVEあいしてる」の「LOVE LOVE ALL STARS」ドラマーとして参加。
多彩なジャンルの曲を持つバンドの為、シンバルの頻度が高い。
アルバムの収録曲を作詞や作曲を担当することがある。歌詞の内容は純情な若者の恋愛を題材としたもの多かったが、「Endless Way」では、自身の姿を投影した作風となった。

### ドライバー活動
現在モータースポーツライセンス（国際A級）を所持していて、全国各サーキットで開催されるシビックワンメイクレースや、国内トッププロドライバーが参加するスーパー耐久にDJのピストン西沢らと組んで大会に出場するなど、レーシングドライバーとしても精力的に活動している。
スーパー耐久では、2005年シリーズ第8戦、2006年シリーズ第7戦、2007年シリーズ第7戦、2009年シリーズ第1戦でST4クラスで優勝、2010年シリーズ第1戦ではクラス2位に入っている。なお、いずれも優勝を飾ったのはツインリンクもてぎでのレースだが、今後他のサーキットのレースへの参戦も増やしたいとの意向を語っている。
同い年のMotoGPライダーである岡田忠之・伊藤真一と共にレース参戦することが多く、2009年シーズンも引き続きチームメイトに伊藤真一を迎えている。
2008年岡山から車体(シビック&インテグラ)をマジョーラカラーに変更。
2000年にベルノインテグラワンメイクレースで乗ったベルノ平安インテグラは MMP社からミニカー化されていた。

### その他
神奈川県大和市にある「鉄っぱん酒場 かどすけ」は自身がプロデュースする飲食店。

## 制作楽曲

### 作詞・作曲
- 『Endless Way』 2015年、(TONIGHT (TUBEの曲) C/W)

### 作詞
- 『After The Rain』 1988年、(AL「REMEMBER ME」#6)
- 『風のNORTH SHORE』 1989年、渚のオールスターズ (AL「Nagisa no Cassette VOL.3」#6)
- 『Surf Song』 1991年、(AL「湘南」#6)
- 『Fujisawa Sunlight』 2003年、(AL「OASIS」#9)
- 『明日の風』 2004年、(AL「夏景色」#4)
- 『夏のseaside road』 2005年、(AL「TUBE」#9)
- 『波乗りグッとチョイス』 2006年、(AL「B☆B☆Q」#9)
- 『君に届いたら...』 2007年、(AL「winter letter」#7)

### 作曲
- 『週末Only You』 1989年、(AL「SUMMER CITY」#8)
- 『人類のために乾杯』 1998年、(AL「HEAT WAVER」#14)

### 編曲
- 『スタンダードな恋物語』 1985年、(AL「OFF SHORE DREAMIN'」#9)

## 書籍

### 連載
- CARトップ『TUBE松本玲二のクルマは「ドラマーチック」だ！』(交通タイムス社)